# Polystichum australium
Polystichum australium är en träjonväxtart som beskrevs av Edwin Bingham Copeland. Polystichum australium ingår i släktet Polystichum och familjen Dryopteridaceae. Inga underarter finns listade.